# Estádio Municipal Mário Nascimento Souza
O Estádio Municipal Mário Nascimento Souza, popularmente conhecido como Marão, é um estádio da cidade de Amélia Rodrigues, e tem capacidade para 2.000 pessoas.

## Copa 2 de Julho 2007
Sete jogos do grupo D foram disputados no estádio:
| Data       | Fase    | Equipe           | Resultado | Equipe           |
| ---------- | ------- | ---------------- | --------- | ---------------- |
| 1 de julho | Grupo D | Amélia Rodrigues | 0 - 3     | Fluminense       |
| 2 de julho | Grupo D | Amélia Rodrigues | 1 - 3     | Itaúna           |
| 3 de julho | Grupo D | Figueirense      | 4 - 0     | Amélia Rodrigues |
| 3 de julho | Grupo D | Internacional    | 1 - 0     | Fluminense       |
| 4 de julho | Grupo D | Amélia Rodrigues | 0 - 7     | Internacional    |
| 5 de julho | Grupo D | Amélia Rodrigues | 1 - 1     | Simões Filho     |
| 5 de julho | Grupo D | Internacional    | 1 - 1     | Itaúna           |

## Copa 2 de Julho 2008
Dez jogos do grupo D foram disputados no estádio, além de dois das oitavas e um das quartas:
| Data       | Fase             | Equipe              | Resultado | Equipe                 |
| ---------- | ---------------- | ------------------- | --------- | ---------------------- |
| 1 de julho | Grupo B          | Corinthians-AL      | 0 - 0     | Vasco Salvador         |
| 1 de julho | Grupo B          | Amélia Rodrigues    | 1 - 1     | Cruzeiro               |
| 2 de julho | Grupo B          | Amélia Rodrigues    | 6 - 0     | Academia Ottawa        |
| 2 de julho | Grupo B          | Cruzeiro            | 3 - 3     | Vasco Salvador         |
| 4 de julho | Grupo B          | Amélia Rodrigues    | 3 - 3     | Corinthians-AL         |
| 4 de julho | Grupo B          | Cruzeiro            | 5 - 1     | Academia Ottawa        |
| 5 de julho | Grupo B          | Amélia Rodrigues    | 4 - 1     | São Gonçalo dos Campos |
| 5 de julho | Grupo B          | Cruzeiro            | 3 - 1     | Corinthians-AL         |
| 6 de julho | Grupo B          | Amélia Rodrigues    | 4 - 1     | Vasco Salvador         |
| 6 de julho | Grupo B          | Cruzeiro            | 8 - 0     | São Gonçalo dos Campos |
| 8 de julho | Oitavas de final | Coritiba            | 0 - 1     | Amélia Rodrigues       |
| 8 de julho | Oitavas de final | Cruzeiro            | 4 - 1     | Atlântico              |
| 9 de julho | Quartas de final | Atlético Paranaense | 4 - 1     | Amélia Rodrigues       |

## Copa 2 de Julho 2009
Cinco jogos do grupo B foram disputados no estádio:
| Data       | Fase    | Equipe     | Resultado | Equipe     |
| ---------- | ------- | ---------- | --------- | ---------- |
| 1 de julho | Grupo B | Feirense   | 1 - 0     | Astro      |
| 2 de julho | Grupo B | Real Minas | 2 - 0     | Portuguesa |
| 3 de julho | Grupo B | Real Minas | 5 - 0     | Astro      |
| 4 de julho | Grupo B | Feirense   | 1 - 0     | Real Minas |
| 5 de julho | Grupo B | Feirense   | 0 - 2     | Portuguesa |

Três jogos do grupo D foram disputados no estádio, além de um das oitavas:
| Data        | Fase             | Equipe           | Resultado | Equipe     |
| ----------- | ---------------- | ---------------- | --------- | ---------- |
| 15 de julho | Grupo D          | Portuguesa       | 2 - 1     | Galícia    |
| 18 de julho | Grupo D          | Goiás            | 1 - 1     | Galícia    |
| 18 de julho | Grupo D          | Lauro de Freitas | 0 - 0     | Flamengo   |
| 18 de julho | Oitavas de final | Astro            | 0 - 2     | Portuguesa |

## Copa 2 de Julho 2015
Cinco jogos do grupo H foram disputados no estádio:
| Data       | Fase    | Equipe           | Resultado | Equipe               |
| ---------- | ------- | ---------------- | --------- | -------------------- |
| 1 de julho | Grupo H | Amélia Rodrigues | 0 - 2     | Vitória              |
| 2 de julho | Grupo H | Amélia Rodrigues | 1 - 1     | Conceição do Jacuípe |
| 3 de julho | Grupo H | Amélia Rodrigues | 0 - 2     | Flamengo de Guanambi |
| 5 de julho | Grupo H | Amélia Rodrigues | 0 - 0     | Irecê                |
| 5 de julho | Grupo B | Vitória          | 2 - 0     | Flamengo de Guanambi |